# Castle (Swansea)
Pour les articles homonymes, voir Castle et Castell.
Castle (en anglais) ou Castell (en gallois) est une communauté de la cité et comté de Swansea, au pays de Galles.

## Géographie
La communauté de Castle s'étend sur le centre-ville de Swansea, ainsi que sur les quartiers de Brynmelin, Dyfatty, Greenhill, Sandfields, Waun Wen et une partie de Mount Pleasant. Elle doit son nom au château de Swansea (en).

## Démographie
Au recensement de 2011, la communauté de Castle comptait 15 883 habitants.